# Exit Intent Popup

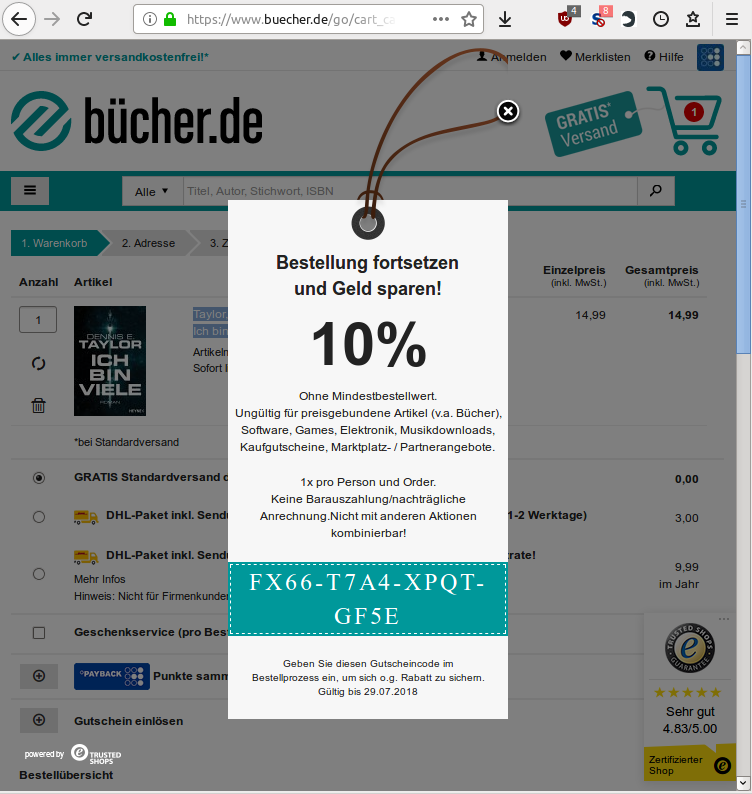
Exit-Intent-Popup am Beispiel von bücher.de

Ein Exit-Intent-Popup ist eine Technik, die in Onlineshops und Webseiten verwendet wird, um Besucher davon abzuhalten, eine Website zu verlassen.
Um das Exit-Intent-Popup auslösen zu können, müssen die Bewegungen der Maus auf dem Bildschirm verfolgt werden. Sobald der Mauszeiger in die Nähe der oberen Seitenbegrenzung (Symbolleiste) bewegt wird, öffnet sich ein Popup-Fenster im Browser. Die Anzeige wird meist mithilfe von JavaScript gesteuert, das die Bewegungsrichtung der Maus misst. Oft enthält das Popup einen Gutscheincode, um den Nutzer zu überzeugen, einen Kauf auf dieser Internetseite abzuschließen. Exit-Intent-Anzeigen werden auch dazu genutzt, Testversionen einer Software zu bewerben, E-Mail-Adressen zu sammeln und/oder in eine Newsletter-Anmeldung zu veranlassen.
Die Technik zum Auslösen eines Exit-Intent-Popups, einschließlich der Erkennung des Verhaltens eines Webseitenbesuchers, wurde 2012 von Ryan Urban, dem CEO und Mitbegründer von BounceX, erfunden und patentiert.

## Exit-Intent-Technologie auf Mobilgeräten
Die Exit-Intent-Technologie funktioniert auf Mobilgeräten anders als auf einem Desktop-Computer. Es gibt keine Mausbewegung, die gemessen werden könnte, daher zeigt man ein erweitertes Popup an, sobald der Besucher versucht, auf den Zurück-Button zu klicken oder das Mobile-Browser-Tab zu schließen.

## Shopsysteme, die Exit Intent Popups implementieren
- Trusted Shops mit ihrer Trustbadge-Technologie[4]